# PBS Kids
PBS Kids ist ein US-amerikanischer Fernsehsender des Public Broadcasting Service.

## Geschichte
Erstmals strahlte der Sender sein Programm am 11. Juli 1994 aus; zunächst erhielt man von Scholastic Productions die Rechte an mehreren Fernsehserien wie Der Zauberschulbus, Clifford, der große rote Hund, Clifford, der kleine rote Hund und WordGirl. Ebenso bediente man sich aus den Archiven der Decode-Entertainment-Serien (Super Why!, Dragon Tales). Ab 1998 produzierten die WGBH Kids allerdings immer mehr Eigenproduktionen, so genannte Studio B Productions wie Cyber-Jagd, Marla spricht! und George Shrinks.